# Liste der Gemarkungen im Landkreis Ansbach
Die Liste der Gemarkungen im Landkreis Ansbach umfasst die 267 Gemarkungen des Landkreises Ansbach im Regierungsbezirk Mittelfranken des Freistaat Bayerns. 12 Gemarkungen sind hiervon gemeindeübergreifend.

## Gemarkungen im Landkreis Ansbach
| Nr.    | Gemarkung                | Gemeinde bzw. gemeindefreies Gebiet | Gemeindeteile | Fläche in km² | Flur- stücke | ⌀-Fläche in m² | Quelle  |
| ------ | ------------------------ | ----------------------------------- | --- | ------------- | ------------ | -------------- | ------- |
| 092902 | Adelshofen               | Adelshofen                          | Adelshofen, Gickelhausen, Haardt, Ruckertshofen | 10,012        | 1065         | 9401,26        | [ 2 ]   |
| 092959 | Großharbach              | Adelshofen                          | Großharbach | 5,383         | 674          | 7986,70        | [ 3 ]   |
| 093003 | Neustett                 | Adelshofen                          | Neustett | 3,667         | 370          | 9911,69        | [ 4 ]   |
| 093042 | Tauberscheckenbach       | Adelshofen                          | Tauberscheckenbach | 3,203         | 588          | 5448,09        | [ 5 ]   |
| 093043 | Tauberzell               | Adelshofen                          | Hautschenmühle, Tauberzell, Uhlenmühle | 4,896         | 905          | 5410,30        | [ 6 ]   |
| 093106 | Arberg                   | Arberg                              | Arberg, Oberschönau, Unterschönau, Waffenmühle | 14,069        | 1761         | 7989,60        | [ 7 ]   |
| 093150 | Großlellenfeld           | Arberg                              | Großlellenfeld | 4,734         | 840          | 5636,30        | [ 8 ]   |
| 093170 | Kemmathen                | [mehrere]                           | | 6,018         | 669          | 8995,58        | [ 9 ]   |
| 093170 | Kemmathen 0              | Arberg                              | Goldbühl, Kemmathen |               |              |                |         |
| 093170 | Kemmathen 1              | Unterer Wald                        | |               |              |                |         |
| 093174 | Kleinlellenfeld          | Arberg                              | Eybburg, Kleinlellenfeld | 2,950         | 332          | 8884,95        | [ 10 ]  |
| 093189 | Mörsach                  | Arberg                              | Georgenhaag, Gothendorf, Mörsach | 5,325         | 758          | 7024,42        | [ 11 ]  |
| 093108 | Aurach                   | Aurach                              | Aurach, Hilsbach, Wahrberg | 17,614        | 1974         | 8922,88        | [ 12 ]  |
| 093123 | Büchelberg               | [mehrere]                           | | 12,030        | 913          | 13175,90       | [ 13 ]  |
| 093123 | Büchelberg 1             | Aurach                              | Dietenbronn, Eyerlohe, Haselmühle |               |              |                |         |
| 093123 | Büchelberg 0             | Leutershausen                       | Atzenhofen, Büchelberg, Röttenbach |               |              |                |         |
| 093237 | Weinberg                 | Aurach                              | Gindelbach, Gutenmühle, Vehlberg, Weinberg, Westheim, Windshofen | 14,214        | 2076         | 6846,96        | [ 14 ]  |
| 093109 | Bechhofen                | Bechhofen                           | Bechhofen, Königshofen an der Heide (zum Teil) | 3,837         | 2004         | 1914,89        | [ 15 ]  |
| 093116 | Birkach                  | Bechhofen                           | Birkach, Burgstallmühle, Fröschau, Heinersdorf, Röttenbach, Rottnersdorf | 12,196        | 1299         | 9389,08        | [ 16 ]  |
| 093148 | Großenried               | Bechhofen                           | Aub, Großenried, Kleinried, Weidendorf | 8,092         | 1072         | 7549,01        | [ 17 ]  |
| 093168 | Kaudorf                  | Bechhofen                           | Kallert, Kaudorf, Selingsdorf | 4,798         | 477          | 10059,00       | [ 18 ]  |
| 093175 | Königshofen an der Heide | Bechhofen                           | Königshofen an der Heide (zum Teil), Oberkönigshofen, Weihermühle | 5,215         | 932          | 5595,89        | [ 19 ]  |
| 093182 | Liebersdorf              | Bechhofen                           | Liebersdorf | 4,662         | 403          | 11567,39       | [ 20 ]  |
| 093188 | Mörlach                  | Bechhofen                           | Mörlach | 3,141         | 388          | 8096,47        | [ 21 ]  |
| 093213 | Sachsbach                | Bechhofen                           | Lettenmühle, Reichenau, Sachsbach | 9,065         | 944          | 9602,31        | [ 22 ]  |
| 093225 | Thann                    | Bechhofen                           | Thann, Winkel | 3,305         | 422          | 7831,84        | [ 23 ]  |
| 093233 | Waizendorf               | Bechhofen                           | Königshofen an der Heide (zum Teil), Rohrbach, Waizendorf | 2,988         | 542          | 5512,66        | [ 24 ]  |
| 093243 | Wiesethbruck             | Bechhofen                           | Voggendorf, Wiesethbruck | 4,521         | 634          | 7131,46        | [ 25 ]  |
| 093119 | Bruckberg                | Bruckberg                           | Bruckberg, Mittelmühle, Neubruck, Reckersdorf, Wustendorf | 7,126         | 1197         | 6358,85        | [ 26 ]  |
| 092917 | Buch am Wald             | Buch am Wald                        | Buch am Wald | 6,495         | 906          | 7168,52        | [ 27 ]  |
| 092951 | Gastenfelden             | Buch am Wald                        | Froschmühle, Gaishof, Gastenfelden, Schönbronn, Schweikartswinden, Sengelhof, Traisdorf | 12,258        | 971          | 12623,83       | [ 28 ]  |
| 092963 | Hagenau                  | Buch am Wald                        | Berbersbach, Hagenau, Leimbachsmühle, Morlitzwinden | 7,664         | 490          | 15640,17       | [ 29 ]  |
| 093125 | Burgoberbach             | Burgoberbach                        | Burgoberbach (zum Teil) | 4,099         | 1786         | 2295,06        | [ 30 ]  |
| 093128 | Dierersdorf              | Burgoberbach                        | Dierersdorf, Gerersdorf | 1,308         | 207          | 6317,69        | [ 31 ]  |
| 093196 | Neuses                   | Burgoberbach                        | Burgoberbach (zum Teil), Neuses | 1,999         | 505          | 3958,29        | [ 32 ]  |
| 093199 | Niederoberbach           | Burgoberbach                        | Niederoberbach, Reisach | 3,291         | 398          | 8269,41        | [ 33 ]  |
| 093221 | Sommersdorf              | Burgoberbach                        | Sommersdorf | 1,912         | 294          | 6502,99        | [ 34 ]  |
| 092921 | Burk                     | Burk                                | Burk, Schleifmühle | 8,917         | 1054         | 8459,72        | [ 35 ]  |
| 092996 | Meierndorf               | Burk                                | Bruck, Meierndorf, Wolfershof | 5,152         | 738          | 6980,69        | [ 36 ]  |
| 093127 | Colmberg                 | Colmberg                            | Colmberg, Häslabronn, Kurzendorf | 11,531        | 1382         | 8343,61        | [ 37 ]  |
| 093107 | Auerbach                 | Colmberg                            | Auerbach, Meuchlein | 5,349         | 582          | 10654,60       | [ 38 ]  |
| 093115 | Binzwangen               | Colmberg                            | Binzwangen, Unterhegenau, Oberhegenau. | 11,413        | 884          | 12910,34       | [ 39 ]  |
| 093141 | Frommetsfelden           | [mehrere]                           | | 9,918         | 696          | 14250,35       | [ 40 ]  |
| 093141 | Frommetsfelden 0         | Colmberg                            | Bieg |               |              |                |         |
| 093141 | Frommetsfelden 1         | Leutershausen                       | Frommetsfelden, Hainhof, Höchstetten, Pfetzendorf, Zweiflingen |               |              |                |         |
| 093201 | Oberfelden               | Colmberg                            | Oberfelden, Unterfelden | 4,554         | 260          | 17514,19       | [ 41 ]  |
| 093206 | Poppenbach               | Colmberg                            | Poppenbach | 3,087         | 205          | 15059,49       | [ 42 ]  |
| 092926 | Dentlein am Forst        | Dentlein am Forst                   | Angerhof, Dentlein am Forst, Erlmühle, Fetschendorf, Großohrenbronn, Kleinohrenbronn, Obermosbach, Ölmühle, Schwaighausen, Zinselhof | 16,236        | 2544         | 6382,12        | [ 43 ]  |
| 092903 | Aichau                   | [mehrere]                           | | 11,399        | 1460         | 7807,75        | [ 44 ]  |
| 092903 | Aichau 0                 | Dentlein am Forst                   | Leichsenhof (zum Teil) |               |              |                |         |
| 092903 | Aichau 1                 | Feuchtwangen                        | Aichau, Jakobsmühle, Löschenmühle, Oberahorn, Unterahorn |               |              |                |         |
| 092903 | Aichau 2                 | Wieseth                             | Ammonschönbronn, Beckenmühle, Lölldorf, Schlötzenmühle |               |              |                |         |
| 093044 | Thürnhofen               | [mehrere]                           | | 3,680         | 483          | 7619,50        | [ 45 ]  |
| 093044 | Thürnhofen 0             | Dentlein am Forst                   | Kaierberg, Leichsenhof (zum Teil) |               |              |                |         |
| 093044 | Thürnhofen 1             | Feuchtwangen                        | Thürnhofen |               |              |                |         |
| 092928 | Diebach                  | Diebach                             | Bestleinsmühle, Böllersmühle, Diebach, Wolfsau | 9,836         | 1161         | 8472,40        | [ 46 ]  |
| 092910 | Bellershausen            | Diebach                             | Bellershausen, Neumühle, Pfeffermühle | 4,340         | 577          | 7521,72        | [ 47 ]  |
| 093015 | Oestheim                 | Diebach                             | Oberoestheim, Seemühle, Unteroestheim | 8,153         | 786          | 10372,35       | [ 48 ]  |
| 093129 | Dietenhofen              | Dietenhofen                         | Dietenhofen, Mosmühle | 5,469         | 2162         | 2529,47        | [ 49 ]  |
| 093130 | Ebersdorf                | Dietenhofen                         | Andorf, Ebersdorf, Frickendorf, Stolzmühle | 7,437         | 872          | 8528,53        | [ 50 ]  |
| 093145 | Götteldorf               | Dietenhofen                         | Götteldorf, Methlach | 5,950         | 529          | 11246,70       | [ 51 ]  |
| 093157 | Herpersdorf              | Dietenhofen                         | Herpersdorf, Lentersdorf, Rothleiten | 4,323         | 456          | 9479,18        | [ 52 ]  |
| 093152 | Haasgang                 | [mehrere]                           | | 13,868        | 1424         | 9738,65        | [ 53 ]  |
| 093152 | Haasgang 0               | Dietenhofen                         | Adelmannsdorf, Höfen |               |              |                |         |
| 093152 | Haasgang 1               | Weihenzell                          | Haasgang, Moratneustetten, Neubronn |               |              |                |         |
| 093169 | Kehlmünz                 | Dietenhofen                         | Hörleinsdorf, Kehlmünz, Münchzell | 5,961         | 511          | 11664,56       | [ 54 ]  |
| 093173 | Kleinhaslach             | Dietenhofen                         | Haunoldshofen, Kleinhabersdorf, Kleinhaslach, Rüdern, Warzfelden | 14,484        | 1514         | 9566,98        | [ 55 ]  |
| 093192 | Neudorf                  | Dietenhofen                         | Dietenholz, Neudietenholz, Neudorf, Walburgswinden | 5,818         | 435          | 13375,85       | [ 56 ]  |
| 093220 | Seubersdorf              | Dietenhofen                         | Oberschlauersbach, Seubersdorf | 9,075         | 810          | 11203,80       | [ 57 ]  |
| 092930 | Dinkelsbühl              | Dinkelsbühl                         | Dinkelsbühl, Gaismühle, Hammermühle, Hungerhof, Kesselhof, Lohmühle, Maulmacher, Mögelins-Schlößlein, Mutschach, Neumühle, Reichertsmühle, Unsinnige Mühle, Walkmühle, Weiherhaus, Weißhaus | 14,341        | 5541         | 2588,11        | [ 58 ]  |
| 092944 | Esbach                   | Dinkelsbühl                         | Esbach, Ketschenweiler, Rauenstadt | 2,608         | 284          | 9182,07        | [ 59 ]  |
| 092969 | Hellenbach               | Dinkelsbühl                         | Froschmühle, Gersbronn, Hellenbach, Kemmleinsmühle, Lohe, Pfaffenhof | 4,458         | 414          | 10769,16       | [ 60 ]  |
| 092986 | Langensteinbach          | Dinkelsbühl                         | Hohenschwärz (zum Teil), Holzapfelshof (zum Teil), Langensteinbach | 3,455         | 581          | 5946,01        | [ 61 ]  |
| 093002 | Neustädtlein             | Dinkelsbühl                         | Freundstal, Hohenschwärz (zum Teil), Neustädtlein, Radwang, Sankt Ulrich, Sittlingen | 4,044         | 623          | 6490,38        | [ 62 ]  |
| 093012 | Oberradach               | Dinkelsbühl                         | Oberradach, Steineweiler, Unterradach | 3,445         | 287          | 12003,18       | [ 63 ]  |
| 093033 | Segringen                | Dinkelsbühl                         | Hausertshof, Rain, Scheckenmühle, Segringen | 3,434         | 554          | 6198,41        | [ 64 ]  |
| 093034 | Seidelsdorf              | Dinkelsbühl                         | Beutenhof, Beutenmühle, Hardhof, Hardmühle, Hausertsmühle, Knorrenmühle, Oberhard, Obermeißling, Seidelsdorf, Untermeißling | 6,335         | 710          | 8922,39        | [ 65 ]  |
| 093036 | Sinbronn                 | Dinkelsbühl                         | Bernhardswend, Botzenweiler, Karlsholz, Rosenhof, Sinbronn, Tiefweg | 13,880        | 1341         | 10350,45       | [ 66 ]  |
| 093056 | Waldeck                  | Dinkelsbühl                         | Waldeck | 3,246         | 303          | 10713,25       | [ 67 ]  |
| 093057 | Waldhäuslein             | [mehrere]                           | | 4,041         | 444          | 9101,04        | [ 68 ]  |
| 093057 | Waldhäuslein 0           | Dinkelsbühl                         | Burgstall, Rothhof |               |              |                |         |
| 093057 | Waldhäuslein 1           | Schopfloch                          | Pulvermühle, Waldhäuslein |               |              |                |         |
| 093060 | Weidelbach               | Dinkelsbühl                         | Neumühle, Reuenthal, Röthendorf, Veitswend, Weidelbach | 7,421         | 876          | 8470,95        | [ 69 ]  |
| 093070 | Wolfertsbronn            | Dinkelsbühl                         | Holzapfelshof (zum Teil), Oberwinstetten, Unterwinstetten, Wolfertsbronn | 6,255         | 1029         | 6078,66        | [ 70 ]  |
| 092931 | Dombühl                  | Dombühl                             | Dombühl, Höfen, Höfstettermühle | 9,520         | 1389         | 6853,72        | [ 71 ]  |
| 092982 | Kloster Sulz             | Dombühl                             | Baimhofen, Binsenweiler, Bortenberg, Kloster Sulz, Ziegelhaus | 8,362         | 652          | 12824,86       | [ 72 ]  |
| 092935 | Dürrwangen               | Dürrwangen                          | Dürrwangen, Hirschbach, Hopfengarten, Labertswend, Rappenhof, Trendelmühle | 7,392         | 1486         | 4974,33        | [ 73 ]  |
| 092964 | Halsbach                 | Dürrwangen                          | Halsbach | 3,887         | 608          | 6392,83        | [ 74 ]  |
| 092967 | Haslach                  | Dürrwangen                          | Dattelhof, Haslach, Lohmühle, Witzmannsmühle | 4,425         | 624          | 7091,99        | [ 75 ]  |
| 093000 | Neuses                   | Dürrwangen                          | Flinsberg, Neuses | 3,167         | 252          | 12569,07       | [ 76 ]  |
| 093041 | Sulzach                  | Dürrwangen                          | Sulzach | 4,140         | 410          | 10096,43       | [ 77 ]  |
| 093655 | Ehingen                  | Ehingen                             | Bergmühle, Ehingen, Hesselberghaus | 15,717        | 1538         | 10219,11       | [ 78 ]  |
| 093654 | Beyerberg                | Ehingen                             | Beyerberg, Brunn, Ehrenschwinden, Friedrichsthal, Hüttlingen, Kaltenkreuth | 18,477        | 1555         | 11882,63       | [ 79 ]  |
| 093656 | Dambach                  | Ehingen                             | Dambach, Hammerschmiede | 4,364         | 481          | 9073,46        | [ 80 ]  |
| 093657 | Lentersheim              | Ehingen                             | Klarhof, Klarmühle, Kussenhof, Lentersheim, Schwandmühle | 9,015         | 724          | 12451,92       | [ 81 ]  |
| 092946 | Feuchtwangen             | Feuchtwangen                        | Ameisenbrücke, Feuchtwangen | 7,703         | 4656         | 1654,39        | [ 82 ]  |
| 092904 | Aichenzell               | Feuchtwangen                        | Aichenzell, Esbach, Hammerschmiede, Herrnschallbach, Höfstetten, Kaltenbronn, Mögersbronn, Sommerau, Überschlagmühle, Walkmühle, Winterhalten, Zehdorf | 16,686        | 1714         | 9584,11        | [ 83 ]  |
| 092908 | Banzenweiler             | Feuchtwangen                        | Banzenweiler, Bieberbach, Georgenhof, Jungenhof, Krebshof, Krobshausen, Leiperzell, Oberransbach, Oberrothmühle, Poppenweiler, Unterransbach, Unterrothmühle, Weiler am See | 11,607        | 1097         | 10580,74       | [ 84 ]  |
| 092916 | Breitenau                | Feuchtwangen                        | Breitenau, Gehrenberg, Ratzendorf, Sperbersbach, Ungetsheim, Ungetsheimer Mühle, Zischendorf, Zumhaus | 15,486        | 1559         | 9933,41        | [ 85 ]  |
| 092932 | Dorfgütingen             | Feuchtwangen                        | Archshofen, Bonlanden, Böhlhof, Bühl, Dorfgütingen, Dornberg, Krobshäuser Mühle, Neidlingen, Rödenweiler | 11,915        | 1154         | 10325,13       | [ 86 ]  |
| 092968 | Heilbronn                | Feuchtwangen                        | Heilbronn, Herbstmühle, Lichtenau, Metzlesberg, Rißmannschallbach, Wüstenweiler, Zumberg | 9,529         | 992          | 9606,14        | [ 87 ]  |
| 092983 | Krapfenau                | Feuchtwangen                        | Bernau, Eschenlach, Hainmühle, Krapfenau, Krapfenauer Mühle, Koppenschallbach, Lotterhof, Oberlottermühle, Sankt Ulrich, Schönmühle, Unterlottermühle, Volkertsweiler, Wehlmäusel, Weikersdorf | 14,541        | 1338         | 10867,35       | [ 88 ]  |
| 092987 | Larrieden                | Feuchtwangen                        | Heiligenkreuz, Larrieden, Oberhinterhof, Unterhinterhof | 8,639         | 1107         | 7804,07        | [ 89 ]  |
| 092998 | Mosbach                  | Feuchtwangen                        | Bergnerzell, Kühnhardt am Schlegel, Mosbach, Reichenbach, Seiderzell, Tribur | 16,538        | 2098         | 7882,67        | [ 90 ]  |
| 093054 | Vorderbreitenthann       | Feuchtwangen                        | Charhof, Charmühle, Glashofen, Hinterbreitenthann, Oberdallersbach, Steinbach, Tauberschallbach, Unterdallersbach, Vorderbreitenthann, Wolfsmühle | 14,460        | 1589         | 9099,79        | [ 91 ]  |
| 093139 | Flachslanden             | Flachslanden                        | Flachslanden, Hummelhof, Kellern, Rohrmühle, Rosenbach, Wippenau | 11,866        | 2047         | 5796,58        | [ 92 ]  |
| 093172 | Kettenhöfstetten         | Flachslanden                        | Birkenfels, Borsbach, Kettenhöfstetten, Rangenmühle, Ruppersdorf | 13,198        | 986          | 13385,82       | [ 93 ]  |
| 093198 | Neustetten               | Flachslanden                        | Hainklingen, Lockenmühle, Neustetten, Schmalnbühl | 7,905         | 801          | 9868,31        | [ 94 ]  |
| 093222 | Sondernohe               | Flachslanden                        | Sondernohe | 3,204         | 411          | 7795,33        | [ 95 ]  |
| 093231 | Virnsberg                | Flachslanden                        | Boxau, Kemmathen, Virnsberg | 4,737         | 620          | 7639,86        | [ 96 ]  |
| 092953 | Gebsattel                | Gebsattel                           | Eckartshof, Gebsattel, Rödersdorf, Wasenmühle | 10,115        | 1878         | 5385,85        | [ 97 ]  |
| 092914 | Bockenfeld               | Gebsattel                           | Bockenfeld | 3,308         | 501          | 6603,27        | [ 98 ]  |
| 092981 | Kirnberg                 | Gebsattel                           | Kirnberg, Pleikartshof, Speierhof, Wildenhof | 5,685         | 596          | 9538,38        | [ 99 ]  |
| 093667 | Gerolfingen              | Gerolfingen                         | Berghaus, Gerolfingen | 6,444         | 853          | 7554,19        | [ 100 ] |
| 093668 | Aufkirchen               | Gerolfingen                         | Aufkirchen | 3,356         | 570          | 5887,21        | [ 101 ] |
| 093669 | Irsingen                 | Gerolfingen                         | Irsingen | 2,783         | 283          | 9835,23        | [ 102 ] |
| 092956 | Geslau                   | Geslau                              | Geslau | 5,557         | 773          | 7188,56        | [ 103 ] |
| 092933 | Dornhausen               | Geslau                              | Dornhausen, Hürbel, Kreuth | 9,324         | 708          | 13169,57       | [ 104 ] |
| 092961 | Gunzendorf               | Geslau                              | Aidenau, Gunzendorf, Steinach am Wald | 8,279         | 894          | 9260,28        | [ 105 ] |
| 093029 | Schwabsroth              | Geslau                              | Lauterbach, Oberbreitenau, Oberndorf, Reinswinden, Schwabsroth, Unterbreitenau | 14,333        | 1101         | 13017,97       | [ 106 ] |
| 093038 | Stettberg                | Geslau                              | Stettberg | 4,442         | 312          | 14325,94       | [ 107 ] |
| 093154 | Heilsbronn               | Heilsbronn                          | Heilsbronn | 11,101        | 2959         | 3754,16        | [ 108 ] |
| 093113 | Betzendorf               | Heilsbronn                          | Betzendorf, Markttriebendorf | 4,625         | 557          | 8303,79        | [ 109 ] |
| 093117 | Bonnhof                  | Heilsbronn                          | Bonnhof, Gottmannsdorf | 8,108         | 756          | 10724,73       | [ 110 ] |
| 093124 | Bürglein                 | Heilsbronn                          | Böllingsdorf, Bürglein | 4,583         | 722          | 6347,34        | [ 111 ] |
| 093163 | Höfstetten               | Heilsbronn                          | Höfstetten, Neuhöflein | 4,830         | 415          | 11638,49       | [ 112 ] |
| 093171 | Ketteldorf               | Heilsbronn                          | Ketteldorf | 5,586         | 766          | 7162,06        | [ 113 ] |
| 093191 | Müncherlbach             | Heilsbronn                          | Müncherlbach | 4,879         | 403          | 12106,47       | [ 114 ] |
| 093218 | Seitendorf               | Heilsbronn                          | Göddeldorf, Seitendorf, Trachenhöfstatt | 7,216         | 606          | 11907,50       | [ 115 ] |
| 093238 | Weißenbronn              | Heilsbronn                          | Betzmannsdorf, Triebendorf, Weißenbronn | 7,312         | 968          | 7553,45        | [ 116 ] |
| 093239 | Weiterndorf              | Heilsbronn                          | Butzenhof, Weiterndorf | 4,060         | 711          | 5709,64        | [ 117 ] |
| 093159 | Herrieden                | Herrieden                           | Herrieden, Mühlbruck | 8,596         | 2856         | 3009,73        | [ 118 ] |
| 093132 | Elbersroth               | Herrieden                           | Angerhof, Birkach, Bittelhof, Böckau, Buschhof, Elbersroth, Gimpertshausen, Gräbenwinden, Leuckersdorf und Sickersdorf | 16,188        | 1483         | 10915,68       | [ 119 ] |
| 093161 | Heuberg                  | Herrieden                           | Brünst, Heuberg, Stegbruck | 6,014         | 571          | 10532,98       | [ 120 ] |
| 093164 | Hohenberg                | Herrieden                           | Höfstetten, Hohenberg, Leutenbuch, Regmannsdorf, Roth, Schernberg, Seebronn | 11,156        | 1067         | 10455,78       | [ 121 ] |
| 093176 | Lammelbach               | Herrieden                           | Lammelbach, Leibelbach, Manndorf, Sauerbach, Winn | 4,619         | 418          | 11051,11       | [ 122 ] |
| 093195 | Neunstetten              | Herrieden                           | Esbach, Neunstetten, Niederdombach, Steinbach | 10,435        | 1327         | 7863,74        | [ 123 ] |
| 093202 | Oberschönbronn           | Herrieden                           | Lattenbuch, Limbach, Oberschönbronn | 7,501         | 962          | 7797,28        | [ 124 ] |
| 093209 | Rauenzell                | Herrieden                           | Rauenzell, Rös, Velden | 12,574        | 1269         | 9908,57        | [ 125 ] |
| 093223 | Stadel                   | Herrieden                           | Schönau, Stadel | 4,538         | 345          | 13154,31       | [ 126 ] |
| 092977 | Insingen                 | Insingen                            | Hammerschmiede, Insingen, Kastenmühle, Leidenberg, Lohrbach, Sandhof, Wilhelmsmühle | 13,999        | 1869         | 7490,05        | [ 127 ] |
| 092992 | Lohr                     | Insingen                            | Leuzhof, Lohr | 7,308         | 833          | 8773,03        | [ 128 ] |
| 093651 | Langfurth                | Langfurth                           | Langfurth (zum Teil), Matzmannsdorf, Neumühle, Oberkemmathen, Sägmühle, Schlierberg, Stöckau | 10,810        | 1245         | 8683,10        | [ 129 ] |
| 093652 | Ammelbruch               | Langfurth                           | Ammelbruch, Langfurth (zum Teil) | 5,498         | 783          | 7022,04        | [ 130 ] |
| 093653 | Dorfkemmathen            | Langfurth                           | Dorfkemmathen | 4,827         | 563          | 8574,47        | [ 131 ] |
| 093177 | Lehrberg                 | Lehrberg                            | Buhlsbach, Dauersmühle, Fritzmühle, Hürbel am Rangen, Kohlmühle, Lehrberg, Pulvermühle, Schmalenbach, Seemühle, Zailach, Ziegelhütte | 19,829        | 3549         | 5587,34        | [ 132 ] |
| 093120 | Brünst                   | Lehrberg                            | Ballstadt, Brünst, Gödersklingen, Kühndorf, Röshof, Schmalach, Walkmühle, Wüstendorf | 12,225        | 1237         | 9882,47        | [ 133 ] |
| 093146 | Gräfenbuch               | Lehrberg                            | Gräfenbuch | 3,989         | 441          | 9046,31        | [ 134 ] |
| 093160 | Heßbach                  | Lehrberg                            | Oberheßbach, Unterheßbach | 5,108         | 647          | 7894,91        | [ 135 ] |
| 093203 | Obersulzbach             | Lehrberg                            | Berndorf, Birkach, Obersulzbach, Untersulzbach | 9,669         | 736          | 13136,71       | [ 136 ] |
| 093180 | Leutershausen            | Leutershausen                       | Leutershausen | 6,394         | 2227         | 2871,27        | [ 137 ] |
| 093122 | Brunst                   | Leutershausen                       | Brunst, Hetzweiler, Weißenkirchberg | 4,179         | 366          | 11418,29       | [ 138 ] |
| 093123 | Büchelberg               | [mehrere]                           | | 12,030        | 913          | 13175,90       | [ 139 ] |
| 093123 | Büchelberg 1             | Leutershausen                       | Atzenhofen, Büchelberg, Röttenbach |               |              |                |         |
| 093123 | Büchelberg 0             | Aurach                              | Dietenbronn, Eyerlohe, Haselmühle |               |              |                |         |
| 093131 | Eckartsweiler            | Leutershausen                       | Eckartsweiler, Eichholz | 6,682         | 317          | 21078,94       | [ 140 ] |
| 093135 | Erlach                   | Leutershausen                       | Erlach, Gutenhard, Schwand, Steinberg, Weihersmühle | 6,731         | 405          | 16620,02       | [ 141 ] |
| 093136 | Erlbach                  | Leutershausen                       | Erlbach, Hundshof, Sachsen, Steinbächlein, Waizendorf | 9,892         | 754          | 13118,98       | [ 142 ] |
| 093167 | Jochsberg                | Leutershausen                       | Clonsbach, Erndorf, Jochsberg, Lenzersdorf, Untreumühle, Wolfsmühle | 6,932         | 720          | 9627,86        | [ 143 ] |
| 093187 | Mittelramstadt           | Leutershausen                       | Bauzenweiler, Froschmühle, Kressenhof, Mittelramstadt, Oberramstadt, Rammersdorf, Winden | 10,570        | 953          | 11091,52       | [ 144 ] |
| 093194 | Neunkirchen              | Leutershausen                       | Hinterholz, Hohenmühle, Lengenfeld, Neunkirchen, Straßenwirtshaus, Tiefenthal | 10,249        | 1309         | 7829,90        | [ 145 ] |
| 093208 | Rauenbuch                | Leutershausen                       | Görchsheim, Hannenbach, Rauenbuch, Weißenmühle | 5,288         | 493          | 10725,51       | [ 146 ] |
| 093242 | Wiedersbach              | Leutershausen                       | Holzmühle, Wiedersbach | 2,352         | 475          | 4950,72        | [ 147 ] |
| 093181 | Lichtenau                | Lichtenau                           | Boxbrunn, Lichtenau, Stritthof, Weickershof | 5,706         | 1939         | 2942,60        | [ 148 ] |
| 093138 | Fischbach                | Lichtenau                           | Fischbach, Hammerschmiede, Rückersdorf | 3,707         | 493          | 7518,75        | [ 149 ] |
| 093158 | Herpersdorf              | [mehrere]                           | | 7,387         | 568          | 13005,97       | [ 150 ] |
| 093158 | Herpersdorf 0            | Lichtenau                           | Herpersdorf |               |              |                |         |
| 093158 | Herpersdorf 1            | Petersaurach                        | Langenheim, Langenloh, Wicklesgreuth (zum Teil) |               |              |                |         |
| 093165 | Immeldorf                | Lichtenau                           | Immeldorf | 4,553         | 716          | 6359,47        | [ 151 ] |
| 093183 | Malmersdorf              | Lichtenau                           | Büschelbach, Malmersdorf, Waltendorf | 4,890         | 647          | 7557,47        | [ 152 ] |
| 093207 | Ratzenwinden             | [mehrere]                           | | 5,858         | 565          | 10367,41       | [ 153 ] |
| 093207 | Ratzenwinden 0           | Lichtenau                           | Oberrammersdorf |               |              |                |         |
| 093207 | Ratzenwinden 1           | Sachsen bei Ansbach                 | Obere Walkmühle, Ratzenwinden, Steinhof, Untere Walkmühle |               |              |                |         |
| 093217 | Schlauersbach            | Lichtenau                           | Bachmühle, Kirschendorf, Schlauersbach | 4,913         | 741          | 6630,11        | [ 154 ] |
| 093228 | Unterrottmannsdorf       | Lichtenau                           | Unterrottmannsdorf, Weidenmühle, Zandt, Zandtmühle | 5,939         | 711          | 8353,49        | [ 155 ] |
| 093234 | Wattenbach               | Lichtenau                           | Ballmannshof, Erlenmühle, Gotzendorf, Gotzenmühle, Wattenbach | 5,935         | 669          | 8871,82        | [ 156 ] |
| 093184 | Merkendorf               | Merkendorf                          | Merkendorf, Triesdorf Bahnhof (zum Teil) Weißbachmühle | 6,567         | 1527         | 4300,74        | [ 157 ] |
| 093143 | Gerbersdorf              | Merkendorf                          | Gerbersdorf | 1,681         | 150          | 11203,69       | [ 158 ] |
| 093147 | Großbreitenbronn         | Merkendorf                          | Bammersdorf, Großbreitenbronn, Kleinbreitenbronn, Triesdorf Bahnhof (zum Teil), Willendorf | 9,289         | 1004         | 9259,39        | [ 159 ] |
| 093153 | Heglau                   | Merkendorf                          | Dürrnhof, Heglau | 2,275         | 302          | 7533,25        | [ 160 ] |
| 093162 | Hirschlach               | Merkendorf                          | Hirschlach, Neuses, Triesdorf Bahnhof (zum Teil) | 6,251         | 560          | 11161,79       | [ 161 ] |
| 093186 | Mitteleschenbach         | Mitteleschenbach                    | Bremenhof, Gersbach, Käshof, Mitteleschenbach | 10,503        | 2174         | 4831,01        | [ 162 ] |
| 093674 | Mönchsroth               | Mönchsroth                          | Fallmeisterei, Hammerschmiede, Mönchsroth | 6,904         | 1191         | 5796,53        | [ 163 ] |
| 093673 | Diederstetten            | Mönchsroth                          | Diederstetten, Hasselbach, Winnetten | 5,011         | 581          | 8624,18        | [ 164 ] |
| 093193 | Neuendettelsau           | Neuendettelsau                      | Froschmühle, Neuendettelsau | 8,009         | 3037         | 2637,12        | [ 165 ] |
| 093101 | Aich                     | Neuendettelsau                      | Aich, Birkenhof, Geichsenhof, Geichsenmühle, Hammerschmiede, Mausendorf, Mausenmühle | 6,099         | 743          | 8208,96        | [ 166 ] |
| 093110 | Bechhofen                | Neuendettelsau                      | Bechhofen | 3,816         | 532          | 7173,23        | [ 167 ] |
| 093151 | Haag                     | Neuendettelsau                      | Haag, Jakobsruh, Reuth, Steinhof, Steinmühle | 6,491         | 687          | 9448,65        | [ 168 ] |
| 093240 | Wernsbach                | [mehrere]                           | | 7,007         | 1114         | 6289,61        | [ 169 ] |
| 093240 | Wernsbach 0              | Neuendettelsau                      | Wernsbach |               |              |                |         |
| 093240 | Wernsbach 1              | Windsbach                           | Neuses bei Windsbach, Wernsmühle |               |              |                |         |
| 093247 | Wollersdorf              | Neuendettelsau                      | Watzendorf, Wollersdorf | 5,664         | 721          | 7855,12        | [ 170 ] |
| 093001 | Neusitz                  | Neusitz                             | Chausseehaus, Erlbach, Horabach, Neusitz, Schafhof, Södelbronn, Wachsenberg | 9,195         | 1593         | 5772,04        | [ 171 ] |
| 093031 | Schweinsdorf             | Neusitz                             | Schweinsdorf, Seehäusl | 4,573         | 688          | 6647,37        | [ 172 ] |
| 093200 | Oberdachstetten          | Oberdachstetten                     | Lerchenbergshof, Lerchenbergsmühle, Oberdachstetten | 8,749         | 1327         | 6592,85        | [ 173 ] |
| 093104 | Anfelden                 | Oberdachstetten                     | Anfelden | 3,331         | 386          | 8630,57        | [ 174 ] |
| 093185 | Mitteldachstetten        | Oberdachstetten                     | Berglein, Dörflein, Hohenau, Mitteldachstetten, Möckenau, Spielberg | 11,525        | 966          | 11930,78       | [ 175 ] |
| 093016 | Ohrenbach                | Ohrenbach                           | Gailshofen, Ohrenbach, Reichardsroth | 11,446        | 1189         | 9626,87        | [ 176 ] |
| 092962 | Habelsee                 | Ohrenbach                           | Habelsee, Seemühle | 5,746         | 634          | 9063,08        | [ 177 ] |
| 093014 | Oberscheckenbach         | Ohrenbach                           | Gumpelshofen, Oberscheckenbach | 5,534         | 393          | 14082,32       | [ 178 ] |
| 093204 | Ornbau                   | Ornbau                              | Ornbau | 8,975         | 1480         | 6064,49        | [ 179 ] |
| 093144 | Gern                     | Ornbau                              | Gern, Haag, Obermühl, Oberndorf, Taugenroth | 6,176         | 768          | 8042,27        | [ 180 ] |
| 093205 | Petersaurach             | Petersaurach                        | Petersaurach, Wicklesgreuth (zum Teil) | 12,349        | 2406         | 5132,71        | [ 181 ] |
| 093103 | Altendettelsau           | Petersaurach                        | Altendettelsau, Ziegendorf | 3,872         | 359          | 10786,44       | [ 182 ] |
| 093149 | Großhaslach              | Petersaurach                        | Gleizendorf, Großhaslach, Gütlershof, Neumühle, Steinbach | 13,978        | 2129         | 6565,39        | [ 183 ] |
| 093230 | Vestenberg               | [mehrere]                           | | 9,671         | 1280         | 7555,16        | [ 184 ] |
| 093230 | Vestenberg 0             | Petersaurach                        | Adelmannssitz, Frohnhof, Külbingen, Schafhof, Vestenberg |               |              |                |         |
| 093230 | Vestenberg 1             | Weihenzell                          | Thurndorf |               |              |                |         |
| 093670 | Röckingen                | Röckingen                           | Gugelmühle, Opfenried, Röckingen, Schmalzmühle (zum Teil) | 10,904        | 1115         | 9779,15        | [ 185 ] |
| 093024 | Rothenburg ob der Tauber | Rothenburg ob der Tauber            | Bronnenmühle, Detwang, Dürrenhof, Fuchsmühle, Haltenmühle, Hammerschmiede, Hansrödermühle, Herrenmühle, Hohbach, Kaiserstuhl, Langenmühle, Ludlesmühle, Lukasrödermühle, Obere Walkmühle, Rothenburg ob der Tauber, Sankt Leonhard, Schandhof, Schlößlein, Schmelzmühle, Schwarzenmühle, Siechenmühle, Steinbach, Steinmühle, Untere Walkmühle, Weißenmühle, Wildbad | 20,915        | 7157         | 2922,38        | [ 186 ] |
| 092912 | Bettenfeld               | Rothenburg ob der Tauber            | Bettenfeld, Herrnwinden, Mittelmühle, Obermühle, Reusch | 9,567         | 1032         | 9270,73        | [ 187 ] |
| 092990 | Leuzenbronn              | Rothenburg ob der Tauber            | Brundorf, Burgstall, Hemmendorf, Hollermühle, Leuzenbronn, Schnepfendorf, Vorbach, Ziegelhütte | 11,165        | 644          | 17337,20       | [ 188 ] |
| 093212 | Rügland                  | Rügland                             | Lindach, Pilsmühle, Rosenberg, Rügland | 6,313         | 1061         | 5950,08        | [ 189 ] |
| 093227 | Unternbibert             | Rügland                             | Äußere Mühle, Daubersbach, Fladengreuth, Kräft, Obernbibert, Stockheim, Untere Mühle, Unternbibert | 14,589        | 1424         | 10245,12       | [ 190 ] |
| 093214 | Sachsen bei Ansbach      | Sachsen bei Ansbach                 | Milmersdorf, Sachsen bei Ansbach | 4,686         | 1629         | 2876,44        | [ 191 ] |
| 093102 | Alberndorf               | Sachsen bei Ansbach                 | Alberndorf, Büchenmühle, Hirschbronn, Neukirchen, Steinbach | 8,619         | 1099         | 7842,47        | [ 192 ] |
| 093232 | Volkersdorf              | Sachsen bei Ansbach                 | Rutzendorf, Volkersdorf | 4,802         | 592          | 8111,97        | [ 193 ] |
| 093027 | Schillingsfürst          | Schillingsfürst                     | Bersbronn, Fischhaus, Marienhof, Oelmühle, Schafhof, Schillingsfürst, Schmeermühle, Stützenhof, Thiergartenhof, Wittum, Ziegelhütte | 6,444         | 853          | 7554,19        | [ 194 ] |
| 092945 | Faulenberg               | Schillingsfürst                     | Faulenberg, Neuweiler, Obermühle, Wohnbach | 7,490         | 535          | 13999,86       | [ 195 ] |
| 093040 | Stilzendorf              | Schillingsfürst                     | Altengreuth, Bronnenhaus, Leipoldsberg, Neureuth, Schorndorf, Stilzendorf | 8,807         | 850          | 10361,64       | [ 196 ] |
| 092949 | Gailroth                 | Schnelldorf                         | Ebethof, Gailroth, Leitsweiler, Theuerbronn | 8,669         | 779          | 11128,68       | [ 197 ] |
| 092966 | Haundorf                 | Schnelldorf                         | Altersberg, Gumpenweiler, Haundorf, Holdermühle, Ransbach an der Holzecke | 7,290         | 587          | 12419,23       | [ 198 ] |
| 093006 | Oberampfrach             | Schnelldorf                         | Grimmschwinden, Oberampfrach, Schnelldorf | 18,145        | 2353         | 7711,45        | [ 199 ] |
| 093048 | Unterampfrach            | Schnelldorf                         | Hilpertsweiler, Stollenhof, Unterampfrach | 9,237         | 926          | 9975,16        | [ 200 ] |
| 093067 | Wildenholz               | Schnelldorf                         | Steinbach an der Holzecke, Wildenholz | 8,061         | 811          | 9939,01        | [ 201 ] |
| 093028 | Schopfloch               | Schopfloch                          | Buchhof, Deuenbach, Neumühle, Rohrmühle, Schopfloch | 4,336         | 1675         | 2588,79        | [ 202 ] |
| 092927 | Dickersbronn             | Schopfloch                          | Dickersbronn, Franzenmühle, Köhlau | 2,705         | 355          | 7619,60        | [ 203 ] |
| 092988 | Lehengütingen            | Schopfloch                          | Lehenbuch, Lehengütingen | 3,732         | 487          | 7662,55        | [ 204 ] |
| 093039 | Steinsfeld               | Steinsfeld                          | Ellwingshofen, Reichelshofen, Steinsfeld | 6,556         | 661          | 9918,22        | [ 205 ] |
| 092913 | Bettwar                  | Steinsfeld                          | Bettwar, Possenmühle | 2,646         | 592          | 4470,20        | [ 206 ] |
| 092938 | Endsee                   | Steinsfeld                          | Endsee, Gypshütte | 7,071         | 543          | 13022,21       | [ 207 ] |
| 092952 | Gattenhofen              | Steinsfeld                          | Chausseehaus, Gattenhofen | 9,517         | 892          | 10669,39       | [ 208 ] |
| 092965 | Hartershofen             | Steinsfeld                          | Hartershofen, Urphershofen | 5,993         | 600          | 9987,55        | [ 209 ] |
| 093660 | Unterschwaningen         | Unterschwaningen                    | Unterschwaningen | 5,388         | 663          | 8127,25        | [ 210 ] |
| 093658 | Dennenlohe               | Unterschwaningen                    | Dennenlohe | 7,180         | 195          | 36819,11       | [ 211 ] |
| 093661 | Kröttenbach              | Unterschwaningen                    | Kröttenbach | 2,294         | 195          | 11766,91       | [ 212 ] |
| 093659 | Oberschwaningen          | Unterschwaningen                    | Oberschwaningen | 3,699         | 337          | 10977,23       | [ 213 ] |
| 093684 | Wassertrüdingen          | Wassertrüdingen                     | Fallhaus, Hertleinsmühle, Wassertrüdingen | 8,776         | 2449         | 3583,43        | [ 214 ] |
| 093685 | Altentrüdingen           | Wassertrüdingen                     | Altentrüdingen, Eisler | 5,511         | 469          | 11749,51       | [ 215 ] |
| 093689 | Fürnheim                 | Wassertrüdingen                     | Fürnheim, Goschenhof, Himmerstall | 10,163        | 1127         | 9017,87        | [ 216 ] |
| 093688 | Geilsheim                | Wassertrüdingen                     | Geilsheim, Oberaumühle | 12,454        | 1276         | 9760,63        | [ 217 ] |
| 093686 | Obermögersheim           | Wassertrüdingen                     | Laufenbürg, Obermögersheim | 12,586        | 933          | 13490,02       | [ 218 ] |
| 093690 | Reichenbach              | Wassertrüdingen                     | Reichenbach, Schmalzmühle (zum Teil), Stahlhöfe | 2,227         | 237          | 9397,22        | [ 219 ] |
| 093687 | Schobdach                | Wassertrüdingen                     | Schobdach, Zollhaus | 1,829         | 270          | 6772,77        | [ 220 ] |
| 093235 | Weidenbach               | Weidenbach                          | Triesdorf, Weidenbach | 7,778         | 1338         | 5813,04        | [ 221 ] |
| 093178 | Leidendorf               | Weidenbach                          | Esbach, Irrebach, Kolmschneidbach, Leidendorf, Nehdorf, Rosenhof, Weiherschneidbach | 13,926        | 1400         | 9947,25        | [ 222 ] |
| 093236 | Weihenzell               | Weihenzell                          | Beutellohe, Neumühle, Papiermühle, Steinmühle, Thierbach, Weihenzell, Zellrüglingen | 11,489        | 2025         | 5673,74        | [ 223 ] |
| 093140 | Forst                    | Weihenzell                          | Fessenmühle, Forst, Frankendorf, Petersdorf | 7,497         | 679          | 11040,82       | [ 224 ] |
| 093142 | Gebersdorf               | Weihenzell                          | Gebersdorf, Grüb, Wippendorf | 6,701         | 737          | 9092,22        | [ 225 ] |
| 093241 | Wernsbach bei Ansbach    | Weihenzell                          | Alexandermühle, Schmalnbachshof, Schönbronn, Wernsbach bei Ansbach | 6,127         | 807          | 7592,71        | [ 226 ] |
| 093681 | Weiltingen               | Weiltingen                          | Weiltingen | 8,498         | 1178         | 7213,53        | [ 227 ] |
| 093680 | Frankenhofen             | Weiltingen                          | Frankenhofen, Ruffenhofen | 8,813         | 764          | 11535,81       | [ 228 ] |
| 093682 | Veitsweiler              | Weiltingen                          | Bosacker, Hahnenberg, Oberklingen, Unterklingen, Veitsweiler | 4,565         | 482          | 9471,21        | [ 229 ] |
| 093679 | Wörnitzhofen             | Weiltingen                          | Wörnitzhofen | 2,130         | 190          | 11212,58       | [ 230 ] |
| 093064 | Wettringen               | Wettringen                          | Grüb, Reichenbach, Seemühle, Taubermühle, Wettringen | 15,942        | 1431         | 11140,65       | [ 231 ] |
| 092948 | Gailnau                  | Wettringen                          | Obergailnau, Untergailnau | 5,458         | 459          | 11891,56       | [ 232 ] |
| 093066 | Wieseth                  | Wieseth                             | Forndorf, Höfstetten, Untermosbach, Wieseth, Zimmersdorf | 10,556        | 2057         | 5131,52        | [ 233 ] |
| 092925 | Deffersdorf              | Wieseth                             | Deffersdorf, Häuslingen, Mittelschönbronn, Zirndorf | 6,762         | 792          | 8537,71        | [ 234 ] |
| 093675 | Wilburgstetten           | Wilburgstetten                      | Höllmühle, Neumühle, Neuölmühle, Villersbronn, Welchenholz, Wilburgstetten, Wolfsbühl | 10,147        | 1970         | 5150,86        | [ 235 ] |
| 093677 | Greiselbach              | Wilburgstetten                      | Greiselbach, Gramstetterhof | 4,440         | 399          | 11127,46       | [ 236 ] |
| 093672 | Knittelsbach             | Wilburgstetten                      | Brennhof, Knittelsbach, Walkhof, Walkmühle | 2,220         | 271          | 8191,40        | [ 237 ] |
| 093678 | Rühlingstetten           | Wilburgstetten                      | Rühlingstetten | 3,932         | 396          | 9930,09        | [ 238 ] |
| 093676 | Wittenbach               | Wilburgstetten                      | Beermühle, Burgstallhof, Wittenbach | 4,526         | 418          | 10827,20       | [ 239 ] |
| 093068 | Windelsbach              | Windelsbach                         | Gugelmühle, Windelsbach | 5,917         | 679          | 8714,31        | [ 240 ] |
| 092922 | Burghausen               | Windelsbach                         | Burghausen | 3,158         | 159          | 19864,37       | [ 241 ] |
| 092923 | Cadolzhofen              | Windelsbach                         | Cadolzhofen | 4,155         | 287          | 14477,46       | [ 242 ] |
| 093004 | Nordenberg               | Windelsbach                         | Karrachmühle, Linden, Nordenberg | 17,772        | 731          | 24311,89       | [ 243 ] |
| 093021 | Preuntsfelden            | Windelsbach                         | Birkach, Hornau, Preuntsfelden | 7,449         | 601          | 12394,47       | [ 244 ] |
| 093244 | Windsbach                | Windsbach                           | Schwalbenmühle, Windsbach | 5,989         | 2439         | 2455,35        | [ 245 ] |
| 093112 | Bertholdsdorf            | Windsbach                           | Bertholdsdorf, Kitschendorf, Winterhof | 5,080         | 665          | 7639,77        | [ 246 ] |
| 093121 | Brunn                    | Windsbach                           | Brunn, Kettersbach, Leipersloh | 9,952         | 1067         | 9327,22        | [ 247 ] |
| 093134 | Elpersdorf bei Windsbach | Windsbach                           | Elpersdorf bei Windsbach | 4,441         | 573          | 7751,29        | [ 248 ] |
| 093229 | Hergersbach              | Windsbach                           | Hergersbach | 3,710         | 424          | 8749,63        | [ 249 ] |
| 093166 | Ismannsdorf              | Windsbach                           | Ismannsdorf, Speckheim | 5,636         | 631          | 8932,31        | [ 250 ] |
| 093190 | Moosbach                 | Windsbach                           | Moosbach | 3,913         | 572          | 6841,02        | [ 251 ] |
| 093210 | Retzendorf               | Windsbach                           | Hölzleinsmühle, Retzendorf, Wolfsau | 3,552         | 520          | 6829,99        | [ 252 ] |
| 093215 | Sauernheim               | Windsbach                           | Sauernheim, Hopfenmühle | 4,530         | 539          | 8405,27        | [ 253 ] |
| 093210 | Suddersdorf              | Windsbach                           | Suddersdorf, Waldhaus | 3,625         | 365          | 9930,50        | [ 254 ] |
| 093226 | Untereschenbach          | Windsbach                           | Untereschenbach | 4,557         | 655          | 6957,33        | [ 255 ] |
| 093229 | Veitsaurach              | Windsbach                           | Buckenmühle, Lanzendorf, Veitsaurach | 4,792         | 814          | 5886,57        | [ 256 ] |
| 093245 | Winkelhaid               | Windsbach                           | Thonhof, Winkelhaid | 5,028         | 526          | 9558,06        | [ 257 ] |
| 093666 | Wittelshofen             | Wittelshofen                        | Grabmühle, Wittelshofen | 5,579         | 751          | 7429,26        | [ 258 ] |
| 093662 | Dühren                   | Wittelshofen                        | Grüb, Dühren | 4,690         | 363          | 12918,80       | [ 259 ] |
| 093664 | Illenschwang             | Wittelshofen                        | Illenschwang | 5,396         | 519          | 10397,09       | [ 260 ] |
| 093665 | Obermichelbach           | Wittelshofen                        | Obermichelbach | 3,730         | 364          | 10246,43       | [ 261 ] |
| 093663 | Untermichelbach          | Wittelshofen                        | Gelshofen, Gelsmühle, Neumühle, Untermichelbach | 4,818         | 373          | 12915,99       | [ 262 ] |
| 093246 | Wolframs-Eschenbach      | Wolframs-Eschenbach                 | Waizendorf, Wolframs-Eschenbach | 11,098        | 2128         | 5215,28        | [ 263 ] |
| 093114 | Biederbach               | Wolframs-Eschenbach                 | Biederbach | 3,790         | 329          | 9669,19        | [ 264 ] |
| 093211 | Reutern                  | Wolframs-Eschenbach                 | Bölleinsmühle, Reutern, Sallmannshof, Utzenmühle, Wöltendorf | 5,873         | 630          | 9322,10        | [ 265 ] |
| 093219 | Selgenstadt              | Wolframs-Eschenbach                 | Adelmannsdorf, Selgenstadt | 4,697         | 628          | 7478,72        | [ 266 ] |
| 093069 | Wörnitz                  | Wörnitz                             | Bösennördlingen, Bottenweiler, Ebertsmühle, Mittelstetten, Mühlen, Oberwörnitz, Riedenberg, Rosenhof, Ulrichshausen, Waldhausen, Walkersdorf, Wörnitz | 16,494        | 1748         | 9436,09        | [ 267 ] |
| 092943 | Erzberg                  | Wörnitz                             | Arzbach, Bastenau, Erzberg, Harlang, Kleinmühlen, Rothof | 7,948         | 702          | 11322,27       | [ 268 ] |